# Palacio de Mier
El palacio de Mier de Ruente, en Cantabria (España), responde a las corrientes arquitectónicas historicistas, predominantes en el gusto de la burguesía decimonónica, que, para el caso concreto de este inmueble, conjuga sabiamente las formas neoclásicas con el arte de tradición popular. Fue construido en el año 1886 y estaba constituido por un complejo de cuatro edificios: casa solariega, capilla y otros dos edificios cercanos.
El palacio de Mier, en sintonía con el neoclasicismo regional, se caracteriza por sus volúmenes sobrios y la carencia de ornamento y sobrecarga de molduras propias del arte barroco. Posee planta cuadrada, dos alturas y cubierta a cuatro vertientes. La fachada principal, toda realizada en piedra de sillería, es la meridional. En su planta baja se localiza la puerta de acceso, rematada en arco escarzano entre pilastras rehundidas. Sobre el arco de ingreso aparecen motivos decorativos vegetales y en el centro una flor de lis. A ambos lados aparecen dos vanos cuadrados con rejería coronada con una cruz de calvario, imitando modelos del siglo XVIII.
En la primera planta se sitúan tres balcones volados sobre peana de piedra, con barandilla de forja. Todos ellos son vanos rectangulares de marco quebrado. Por encima del balcón central se contempla el escudo timbrado, con las armas de los Mier, Terán y González de Linares. Culmina la fachada un entablamento en el que se abren estrechos vanos; y sobre éste, se desarrolla un amplio alero de madera, de "estilo montañés" tradicional, con labra cuidada y detallista.
En las restantes fachadas se utiliza mampuesto en los muros y sillería en los esquinales y vanos. En la cara este se disponen dos balcones a la altura del segundo piso, separándose las dos plantas por una moldura rectangular. En la fachada norte existen ventanas rectangulares, poseyendo las de la planta baja rejería. La regularidad de proporciones y el cumplimiento del canon de simetría caracterizan la morfología del edificio.
Contigua a la casa palacio se sitúa la capilla de planta rectangular. Se caracteriza por tener cubierta a dos aguas y estar formada por tres naves siendo la central más elevada. La fachada principal se orienta hacia el norte. La puerta de acceso, elevada respecto al nivel del prado contiguo, es adintelada, está flanqueada por pilastras toscanas, y se le superpone un frontón. En la segunda planta de la nave central se dispone un vano rectangular, cuyo marco superior también está coronado por un frontón. Debió culminar este frontis una espadaña desaparecida. Por último, las calles de la fachada se rematan por pináculos en bola de tradición herreriana.

## Propiedad y visitas
Este monumento es propiedad municipal. Tras su rehabilitación la capilla es utilizada como consultorio médico y la casa palacio permanece cerrada.

## Localización y accesos
En Cabezón de la Sal se debe tomar la carretera de Reinosa. Tras atravesar Santa Lucía, a escasos kilómetros se llega a Ruente y se divisa el palacio de Mier desde la carretera situado en el barrio del Monasterio.

## Otros lugares de interés cercanos
- En Ruente: Casona de la Nogalera, Fuentona y puente, en Ruente.
- Ermita de San Fructuoso, en La Miña. Iglesia y Casona de Calderón de la Barca, en Barcenilla.
- En Cabuérniga: Conjuntos de Renedo, Valle, Terán, Bárcena Mayor y Carmona. Reserva del Saja.
- En Cabezón de la Sal: Casona de Carrejo.

## Diario montañés
- http://servicios.eldiariomontanes.es/patrimonio/present.htm

- Datos: Q6058102